# Jiaxi
Jiaxi (kinesiska: 甲西) är en köping i sydöstra Kina. Den ligger i Lufeng i staden Shanwei i provinsen Guangdong, omkring 290 kilometer öster om provinshuvudstaden Guangzhou. Antalet invånare är 104778. Befolkningen består av 51 806 kvinnor och 52 972 män. Barn under 15 år utgör 32 %, vuxna 15-64 år 61 %, och äldre över 65 år 5,0 %.